# Ирина Греческая (герцогиня Аостская)
Принцесса Ирина Греческая и Датская (греч. Πριγκίπισσα Ειρήνη της Ελλάδας και Δανίας; 13 февраля 1904, Афины — 15 апреля 1974, Фьезоле, Тоскана) — пятый ребёнок и вторая дочь короля Греции Константина I и его супруги Софии Прусской.

## Семья
Её дедушкой был король Греции Георг I, а бабушкой — Великая княгиня Ольга Константиновна. Мать принцессы была дочерью германского императора Фридриха III и Виктории Великобританской, старшей дочери королевы Виктории.
Ирина родилась в Афинах. У неё было 3 старших брата (каждый из которых правил Грецией: Георг II, Александр I, Павел I) и 2 сестры (Елена и Екатерина).
В 1927 году отец Ирины объявил о помолвке своей дочери с принцем Кристианом Шаумбург-Липпским, племянником датского короля Кристиана X, однако свадьбы так и не было. Позднее он женился на своей кузине принцессе Феодоре Датской.

## Брак
1 июля 1939 года, принцесса Ирина вышла замуж за принца Аймоне Савойского (род. 9 марта 1900) во Флоренции. У них был один ребёнок:
- Амадео Умберто Константино Джорджио Паоло Елена Мария Фиоренцо Звонимир, принц Савойский (27 сентября 1943 — 1 июня 2021).

Принц Аймоне стал 4-й герцогом Аостским 3 марта 1942 года после смерти своего старшего брата принца Амадео, 3-го герцога Аостского. 18 мая 1941 года, принимая имя Томислав II, он был провозглашен королём Независимого Государства Хорватия. Он никогда не ступит на территорию государства, а впоследствии отказался от короны 12 октября 1943 года, после того, как Италия вышла из войны. Принц Аймоне умер 29 января 1948 года в Буэнос-Айресе. После его смерти, его сын Амедео стал 5-м герцогом Аостским.
С 1941 по 1942 годы Ирина работала в Международном Красном Кресте в Советском Союзе.
Принцесса Ирина поддерживала планы мужа отказаться от обязанности стать королём Хорватии. После перемирия союзников с Королевством Италия, Ирина была захвачена немцами и доставлена в трудовой лагерь в Австрию, а затем в Польшу. Принцесса была освобождена французами.
Ирина умерла 15 апреля 1974 года в Фьезоле, Италия после продолжительной болезни.

## Титулы
- 13 февраля 1904 — 1 июля 1939: Её Королевское Высочество Принцесса Греческая и Датская
- 1 июля 1939 — 18 мая 1941: Её Королевское Высочество Герцогиня Столето
- 18 мая 1941 — 31 июля 1943: Её Величество Королева Хорватии
- 3 марта 1942 — 29 января 1948: Её Королевское Высочество Герцогиня Аостская
- 29 января 1948 — 15 апреля 1974: Её Королевское Высочество Вдовствующая Герцогиня Аостская